# Võrtsjärv
Der Võrtsjärv (deutscher Name Wirzsee) ist nach dem Peipussee der zweitgrößte See des Baltikums.
Er ist der größte Binnensee Estlands.
Der Võrtsjärv liegt im Süden Estlands in den Landkreisen Tartumaa, Valgamaa und Viljandimaa. Seine Größe beträgt 270 km² (Länge 34,8 km, Breite 14,8 km). Die größte Tiefe des Sees, die Sapi süvik, liegt bei 6 m. Die durchschnittliche Tiefe beträgt allerdings nur 2,8 m. Trotz seiner Größe ist der Võrtsjärv ein Flachwassersee.
Er liegt 33,7 m über dem Meeresspiegel. Der Umfang beträgt 96 km, das Einzugsgebiet 3100 km². Die durchschnittliche Lufttemperatur am Võrtsjärv beträgt 4,9 °C. Etwa 135 Tage im Jahr ist der See von einer Eisschicht bedeckt. Jährlich wird eine durchschnittliche Niederschlagsmenge von 591 mm gemessen.
Der See hat 18 Zuflüsse, von denen die bedeutendsten die Flüsse Väike Emajõgi, Õhne und Tänassilma sind. Der einzige Abfluss des Võrtsjärv ist der Emajõgi (deutsch Embach), der wiederum in den Peipussee mündet. Auf dem See befinden sich besonders in seinem südlichen Teil kleinere Inseln, von denen die größten Ainsaar, Heinassaar, Petassaar, Pähksaar, Rättsaar, Tondisaar, Leie, Soolika ja Suurkivi vare, Pikkvare und Heinassaare vare sind. Im Süden ist das Ufer sumpfig, im Norden meist sandig.
Im See leben 35 Fischarten (nach anderen Quellen 27), vor allem Barsche, Plötze, Zander, Aale, Brachsen und Hechte. Der See und sein Ufer sind ein beliebtes Nistgebiet für Zugvögel (Singschwäne, Kraniche, Pfeifenten, Bergenten und Bruchwasserläufer). Der See ist mit seinem hohen Phosphorgehalt stark eutroph.